# Gardens of Grief
Gardens of Grief — дебютний міні-альбом шведського гурту At the Gates, виданий у 1991 власними силами колективу. Продюсером релізу став Томас Скугсберг. Перша версія видання розповсюджувалася на аудіо-касетах з роздрукованою на чорно-білому копірі обкладинкою. Згодом альбом неодноразово перевидавався різноманітними лейблами, серед яких Dolores Recordings, Peaceville Records, Black Sun Records та інші. Усі перевидання відрізнялися від початкової версії дизайном обкладинки.
На момент запису учасники гурту грали разом лише чотири місяці, тож за словами гітариста колективу Андерса Бйорлера саме цей період був певною мірою періодом розробки власної музичності та каталізатором вміння працювати разом. Через низький бюджет та відсутність досвіду якість запису не найкраща, проте Бйорлер відмітив цей міні-альбом, як доволі непоганий початок для щойно створеного гурту.
Пісню At the Gates Томас Ліндберг присвятив вокалісту блек-метал гурту Mayhem, що незадовго до цього скінчив життя самогубством. Початок тексту пісні All Life Ends майже повністю ідентичний відкриттю лінії монологу на початку фільму «Шалений Макс 2: Воїн дороги».

## Список пісень
| #  | Назва                        | Тривалість |
| -- | ---------------------------- | ---------- |
| 1. | «Souls of the Evil Departed» | 3:34       |
| 2. | «At the Gates»               | 5:22       |
| 3. | «All Life Ends»              | 6:10       |
| 4. | «City of Screaming Statues»  | 4:46       |

## Склад гурту
- Томас Ліндберг — вокал
- Альф Свенссон — гітара
- Андерс Бйорлер — гітара
- Юнас Бйорлер — бас-гітара
- Адріан Ерландссон — ударні